# Список керівників держав 7 року

## Європа
- король атребатів Тінкомар
- верховний король Ірландії Ферадах Фіндфехтнах
- правитель племені катувеллаунів
- правитель племені Вотадинів Овен ап Афалах (10 до н. е. — 25 н. е.)
- вождь маркоманів Маробод
- одриський цар Реметалк I
- римський імператор Октавіан Август

## Азія
- цар Великої Вірменії Тигран V
- цар Малої Вірменії Архелай
- індо-грецький цар Стратон II
- цар Осроени Абгар V
- цар Парфії Вонон I
- король Пекче Онджо
- магараджа царства Сатаваханів Пулумаві I Сатавахана
- король Сілли Намхе Чхачхаун
- імператор династії Сінь Ван Ман
- правитель Харакени Аттамбел II
- вождь Хунну Уджулу
- імператор Японії Суйнін

## Африка
- кушський цар Натакамані
- мавретанський цар Юба II